# Oscar/Bester animierter Kurzfilm
Seit 1932 werden in dieser Kategorie Oscars an Kurzfilme vergeben, die mittels Animationstechnik geschaffen wurden. Über Jahrzehnte waren Zeichentrickfilme die Hauptvertreter dieses Genres, bis in den letzten Jahren durch Innovationen in Filmtechnik und IT Computeranimations- und Claymation-Filme die Führung übernahmen und die Mehrheit der Auszeichnungen gewannen.
Von 1932 bis 1970 lautete der Name der Kategorie Short Subject (Cartoon), wurde 1971 in Short Subject (Animated) umbenannt und heißt seit 1974 Short Film (Animated) – Animierter Kurzfilm. Bis 1988 wurden die Produzenten mit dem Preis ausgezeichnet; seit 1989 sind die Regisseure die Preisträger.
Die Filme sind nach dem Jahr, in dem die jeweilige Verleihung stattfand, gelistet. Derjenige, der 2000 den Oscar als bester animierter Kurzfilm erhalten hat, hat ihn also für eine Produktion des Jahres 1999 erhalten.

## Statistik
| Am häufigsten honorierter Produzent               | Walt Disney (zwölf Siege)                        |
| Am häufigsten nominierter Produzent               | Walt Disney (39 Nominierungen)                   |
| Am häufigsten nominierter Produzent ohne Sieg     | Walter Lantz (zehn Nominierungen)                |
| Am häufigsten in Folge honorierter Produzent      | Walt Disney (acht Siege/1932–1940)               |
| Am häufigsten in Folge nominierter Produzent      | Walt Disney (15 Nominierungen/1932–1940)         |
| Am häufigsten in einem Jahr nominierter Produzent | Walt Disney (vier Nominierungen/1939)            |
| Am häufigsten honorierter Regisseur               | Nick Park (drei Siege)                           |
| Am häufigsten nominierter Regisseur               | Nick Park, Frédéric Back (je vier Nominierungen) |
| Am häufigsten nominierter Regisseur ohne Sieg     | Mark Baker, Wendy Tilby (drei Nominierungen)     |
| Am häufigsten honorierte Figuren                  | Tom und Jerry (sieben Siege)                     |
| Am häufigsten nominierte Figuren                  | Tom und Jerry (13 Nominierungen)                 |

## 1932–1940
| Jahr | Preisträger | für den Film                                              | Nominierungen |
| ---- | ----------- | --------------------------------------------------------- | --- |
| 1932 | Walt Disney | Von Blumen und Bäumen (Serie: Silly Symphonies)           | Walt Disney für Mickys Waisen (Serie: Micky Maus) Leon Schlesinger für Er hat mich wieder erwischt (Serie: Merrie Melodies) |
| 1934 | Walt Disney | Die drei kleinen Schweinchen (Serie: Silly Symphonies)    | Walt Disney für Micky, der Bauarbeiter (Serie: Micky Maus) Walter Lantz für The Merry Old Soul (Serie: Oswald der lustige Hase) |
| 1935 | Walt Disney | Die Schildkröte und der Hase (Serie: Silly Symphonies)    | Charles Mintz für Holiday Land (Serie: Color Rhapsodies) Walter Lantz für Jolly Little Elves (Serie: Cartune Classics) |
| 1936 | Walt Disney | Die drei kleinen Waisenkätzchen (Serie: Silly Symphonies) | Hugh Harman und Rudolf Ising für Im Land der Kuscheltiere (Serie: Happy Harmonies) Walt Disney für Wer schoss auf Robin? (Serie: Silly Symphonies) |
| 1937 | Walt Disney | Der Vetter vom Lande (Serie: Silly Symphonies)            | Hugh Harman und Rudolf Ising für The Old Mill Pond (Serie: Happy Harmonies) Max Fleischer für Popeye the Sailor Meets Sindbad the Sailor (Serie: Popeye Color Specials)                                                                                           |
| 1938 | Walt Disney | Die alte Mühle (Serie: Silly Symphonies)                  | Max Fleischer für Educated Fish (Serie: Color Classics) Charles Mintz für The Little Match Girl (Serie: Color Rhapsodies) |
| 1939 | Walt Disney | Ferdinand, der Stier                                      | Walt Disney für Tapferes kleines Schneiderlein (Serie: Micky Maus) Walt Disney für Mother Goose Goes Hollywood (Serie: Silly Symphonies) Walt Disney für Die tüchtigen Pfadfinder (Serie: Donald Duck) Max Fleischer für Hunky and Spunky (Serie: Color Classics) |
| 1940 | Walt Disney | Das hässliche Entlein (Serie: Silly Symphonies)           | Leon Schlesinger für Blitzschnell durch Amerika (Serie: Merrie Melodies) Fred Quimby für Friede auf Erden Walt Disney für Pluto der Jagdhund (Serie: Micky Maus)                                                                                                  |

## 1941–1950
| Jahr | Preisträger   | für den Film                                    | Nominierungen |
| ---- | ------------- | ----------------------------------------------- | --- |
| 1941 | Fred Quimby   | Die Milchstraße                                 | Rudolf Ising und Fred Quimby für Jerry treibt’s zu bunt (Serie: Tom & Jerry) Leon Schlesinger für Die Hasenfalle (Serie: Merrie Melodies) |
| 1942 | Walt Disney   | Der herzlose Retter (Serie: Micky Maus)         | Walter Lantz für Boogie Woogie Bugle Boy of Company 'B' (Serie: Cartune Classics) Leon Schlesinger für Hiawathas Hasenjagd (Serie: Merrie Melodies) Columbia Pictures für How War Came (Serie: This Changing World) Fred Quimby für Heiligabend (Serie: Tom & Jerry) Leon Schlesinger für Musik am Bau (Serie: Merrie Melodies) Fred Quimby für Barney Bär als Rekrut (Serie: Barney Bär) George Pal für Rhythm in the Ranks (Serie: Puppetoon) Max Fleischer für Superman (Serie: Superman) Walt Disney für Donald und die Schulschwänzer |
| 1943 | Walt Disney   | Der Fuehrer’s Face (Serie: Donald Duck)         | Paul Terry für All Out for „V“ Fred Quimby für Blitz Wolf Walter Lantz für Juke Box Jamboree (Serie: Swing Symphony) Leon Schlesinger für Schweine-Polka (Serie: Merrie Melodies) George Pal für Tulips Shall Grow (Serie: Puppetoon) |
| 1944 | Fred Quimby   | Tom spielt Feuerwerker (Serie: Tom & Jerry)     | Walter Lantz für The Dizzy Acrobat (Serie: Woody Woodpecker) George Pal für The 500 Hats of Bartholomew Cubbins (Serie: Puppetoon) Leon Schlesinger für Und ewig lockt der Wurm (Serie: Merrie Melodies) Dave Fleischer für Imagination Walt Disney für Reason and Emotion |
| 1945 | Fred Quimby   | Tom bildet sich (Serie: Tom & Jerry)            | George Pal für And to Think I Saw It on Mulberry Street (Serie: Puppetoon) Raymond Katz für Dog, Cat, and Canary (Serie: Color Rhapsody) Walter Lantz für Gebackener Fisch (Serie: Andy Panda) Walt Disney für Wie man Football spielt (Serie: Goofy) Paul Terry für My Boy Johnny Leon Schlesinger für Schweinchen Dick legt ein Ei (Serie: Merrie Melodies) |
| 1946 | Fred Quimby   | Tom der Nachtwächter (Serie: Tom & Jerry)       | Walt Disney für Donalds Verbrechen (Serie: Donald Duck) George Pal für Jasper and the Beanstalk (Serie: Puppetoon) Edward Selzer für Ohne Liebe ist das Leben leer (Serie: Merrie Melodies) Paul Terry für Mighty Mouse in Gypsy Life (Serie: Mighty Mouse) Walter Lantz für Poet und Bauer (Serie: Musical Miniatures) Raymond Katz für Rippling Romance (Serie: Color Rhapsodies) |
| 1947 | Fred Quimby   | Tom gibt ein Konzert (Serie: Tom & Jerry)       | Walter Lantz für Musical Moments from Chopin (Serie: Musical Miniatures) George Pal für John Henry and the Inky-Poo (Serie: Puppetoon) Walt Disney für Squatter’s Rights (Serie: Micky Maus) Edward Selzer für Hühnerhabicht sucht Huhn (Serie: Merrie Melodies) |
| 1948 | Edward Selzer | So ein süßer Piepmatz (Serie: Merrie Melodies)  | Walt Disney für Donald, der Nußdieb (Serie: Donald Duck) Fred Quimby für Geiz macht klein und hässlich (Serie: Tom & Jerry) Walt Disney für Pluto singt den Blues (Serie: Pluto) George Pal für Tubby the Tuba (Serie: Puppetoon) |
| 1949 | Fred Quimby   | Tom und ich und Nibbelchen (Serie: Tom & Jerry) | Walt Disney und John Sutherland für Micky und der Seehund (Serie: Micky Maus) Edward Selzer für Der preisgekrönte Mäusefänger (Serie: Merrie Melodies) John Hubley und Raymond Katz für Robin Hoodlum (Serie: Fox & Crow) Walt Disney für Tee für Zweihundert (Serie: Donald Duck) |
| 1950 | Edward Selzer | Dicke Luft (Serie: Looney Tunes)                | Fred Quimby für Der kleine Specht (Serie: Tom & Jerry) Stephen Bosustow für The Magic Fluke (Serie: Fox & Crow) Walt Disney für Ungebetene Weihnachtsgäste (Serie: Donald Duck) |

## 1951–1960
| Jahr | Preisträger      | für den Film                                         | Nominierungen |
| ---- | ---------------- | ---------------------------------------------------- | --- |
| 1951 | Stephen Bosustow | Gerald McBoing-Boing                                 | Fred Quimby für Lehrstunde für Tom (Serie: Tom & Jerry) Stephen Bosustow für Trouble Indemnity                                                                                     |
| 1952 | Fred Quimby      | Der liebe Tom verliert den Kopf (Serie: Tom & Jerry) | Walt Disney für Lambert the Sheepish Lion Stephen Bosustow für Rooty Toot Toot |
| 1953 | Fred Quimby      | Katz und Maus im Walzertakt (Serie: Tom & Jerry)     | Fred Quimby für Little Johnny Jet Stephen Bosustow für Madeline Stephen Bosustow für Pink and Blue Blues Tom Daly für The Romance of Transportation in Canada                      |
| 1954 | Walt Disney      | Die Musikstunde                                      | Stephen Bosustow für Christopher Crumpet Edward Selzer für From A to Z-Z-Z-Z Walt Disney für Rugged Bear Stephen Bosustow für The Tell-Tale Heart                                  |
| 1955 | Stephen Bosustow | When Magoo Flew                                      | Walter Lantz für Crazy Mixed Up Pup Walt Disney für Vorschrift ist Vorschrift Edward Selzer für Omis neuer Bikini Fred Quimby für Tom und der neue Mausketier (Serie: Tom & Jerry) |
| 1956 | Edward Selzer    | Speedy Gonzales                                      | Fred Quimby, William Hanna und Joseph Barbera für Good Will to Men Walter Lantz für The Legend of Rockabye Point Walt Disney für Donald der wilde Jägersmann                       |
| 1957 | Stephen Bosustow | Magoo’s Puddle Jumper                                | Stephen Bosustow für Gerald McBoing! Boing! on Planet Moo Stephen Bosustow für The Jaywalker                                                                                       |
| 1958 | Edward Selzer    | Birds Anonymous                                      | William Hanna und Joseph Barbera für One Droopy Knight Edward Selzer für Tabasco Road Stephen Bosustow für Trees and Jamaica Daddy Walt Disney für The Truth About Mother Goose    |
| 1959 | John W. Burton   | Knighty Knight Bugs                                  | Walt Disney für Paul Bunyan William M. Weiss für Sidney’s Family Tree |
| 1960 | John Hubley      | Moonbird                                             | John W. Burton für Mexicali Shmoes Walt Disney für Noah’s Ark Ernest Pintoff für The Violinist                                                                                     |

## 1961–1970
| Jahr | Preisträger                         | für den Film                                     | Nominierungen |
| ---- | ----------------------------------- | ------------------------------------------------ | --- |
| 1961 | William L. Snyder                   | Munro                                            | Walt Disney für Goliath II Warner Bros. für High Note Warner Bros. für Mouse and Garden František Vystrčil für O místo na slunci                                      |
| 1962 | Dušan Vukotić                       | Der Ersatz                                       | Walt Disney für Der Freizeitkapitän Chuck Jones für Allzeit Beep-Beep Chuck Jones für Nelly’s Folly Friz Freleng für The Pied Piper of Guadalupe                      |
| 1963 | John Hubley und Faith Hubley        | The Hole                                         | Jules Engel für Icarus Montgolfier Wright Warner Bros. für Now Hear This William L. Snyder für Self Defense… for Cowards Walt Disney für A Symposium on Popular Songs |
| 1964 | Ernest Pintoff                      | The Critic                                       | John Halas für Automania 2000 Dušan Vukotić für Das Spiel Colin Low und Tom Daly für My Financial Career Carmen D’Avino für Pianissimo                                |
| 1965 | David H. DePatie und Friz Freleng   | Der rosarote Schmierfink                         | National Film Board of Canada für Christmas Cracker William L. Snyder für How to Avoid Friendship William L. Snyder für Nudnik #2                                     |
| 1966 | Chuck Jones und Les Goldman         | The Dot and the Line                             | Eli Noyes für Clay Emanuele Luzzati für La gazza ladra |
| 1967 | John Hubley und Faith Hubley        | A Herb Alpert & the Tijuana Brass Double Feature | Wolf Koenig und Robert Verrall für The Drag David H. DePatie und Friz Freleng für The Pink Blueprint                                                                  |
| 1968 | Fred Wolf                           | The Box                                          | Jean-Charles Meunier für Hypothèse Beta Robert Verrall und Wolf Koenig für What on Earth!                                                                             |
| 1969 | Walt Disney (Posthume Auszeichnung) | Winnie Puuh und das Hundewetter                  | Jimmy T. Murakami für The Magic Pear Tree Wolf Koenig und Jim MacKay für The House that Jack Built John Hubley und Faith Hubley für Windy Day                         |
| 1970 | Ward Kimball                        | It’s Tough to Be a Bird                          | Ryan Larkin für Walking John Hubley und Faith Hubley für Of Men and Demons                                                                                            |

## 1971–1980
| Jahr | Preisträger                     | für den Film                    | Nominierungen |
| ---- | ------------------------------- | ------------------------------- | --- |
| 1971 | Nick Bosustow                   | Is It Always Right to Be Right? | Robert Mitchell und Dale Case für The Further Adventures of Uncle Sam: Part Two Cameron Guess für The Shepherd                                                                                               |
| 1972 | Ted Petok                       | The Crunch Bird                 | Michael Mills für Evolution Peter Sander und Murray Shostak für The Selfish Giant |
| 1973 | Richard Williams                | A Christmas Carol               | Bob Godfrey für Kama Sutra Rides Again Nedeljko Dragić für Tup Tup |
| 1974 | Frank Mouris                    | Frank Film                      | Nick Bosustow und David Adams für The Legend of John Henry Emanuele Luzzati und Giulio Gianini für Pulcinella                                                                                                |
| 1975 | Will Vinton und Bob Gardiner    | Closed Mondays                  | Yvon Mallette und Robert Verrall für The Family That Dwelt Apart Peter Foldes und René Jodoin für Hunger Faith Hubley und John Hubley für Voyage to Next Wolfgang Reitherman für Winnie Puuh und Tigger dazu |
| 1976 | Bob Godfrey                     | Great                           | Robert Swarthe für Kick Me René Jodoin, Bernard Longpré und André Leduc für Monsieur Pointu Marcell Jankovics für Sisyphus                                                                                   |
| 1977 | Suzanne Baker                   | Leisure                         | Manfredo Manfredi für Dedalo Caroline Leaf und Guy Glover für The Street |
| 1978 | Co Hoedeman                     | Le château de sable             | Ishu Patel für The Bead Game John Hubley, Faith Hubley und Garry Trudeau für A Doonesbury Special Jimmy Picker, Robert Grossman und Craig Whitaker für Jimmy the C                                           |
| 1979 | Eunice Macaulay und John Weldon | Special Delivery                | Nico Crama für Oh My Darling Will Vinton für Rip Van Winkle |
| 1980 | Derek Lamb                      | Every Child                     | Bob Godfrey und Zlatko Grgić für Dream Doll Paul Fierlinger für It’s So Nice to Have a Wolf Around the House                                                                                                 |

## 1981–1990
| Jahr | Preisträger                                  | für den Film                 | Nominierungen                                                                                            |
| ---- | -------------------------------------------- | ---------------------------- | --- |
| 1981 | Ferenc Rófusz                                | Die Fliege                   | Michael Mills für Weltgeschichte in genau drei Minuten Frédéric Back für Tout-rien                       |
| 1982 | Frédéric Back                                | Crac                         | Will Vinton für The Creation Janet Perlman für The Tender Tale of Cinderella Penguin                     |
| 1983 | Zbigniew Rybczyński                          | Tango                        | Will Vinton für The Great Cognito John Coates für The Snowman                                            |
| 1984 | Jimmy Picker                                 | Sundae in New York           | Burny Mattinson für Mickys Weihnachtserzählung Eda Godel Hallinan für Sound of Sunshine – Sound of Rain  |
| 1985 | Jon Minnis                                   | Charade                      | Morton Schindel und Michael Sporn für Doctor De Soto Ishu Patel für Paradise                             |
| 1986 | Cilia van Dijk                               | Anna & Bella                 | Richard Condie und Michael J.F. Scott für The Big Snit Alison Snowden für Second Class Mail              |
| 1987 | Linda Van Tulden und Willem Thijssen         | Een Griekse tragedie         | Bob Stenhouse für The Frog, the Dog, and the Devil John Lasseter und William Reeves für Die kleine Lampe |
| 1988 | Frédéric Back                                | Der Mann, der Bäume pflanzte | Eunice Macaulay für George and Rosemary Bill Plympton für Your Face                                      |
| 1989 | John Lasseter und William Reeves             | Tin Toy                      | Cordell Barker für The Cat Came Back Brian Jennings und Bill Kroyer für Technological Threat             |
| 1990 | Christoph Lauenstein und Wolfgang Lauenstein | Balance                      | Mark Baker für The Hill Farm Alexander Petrow für Die Kuh                                                |

## 1991–2000
| Jahr | Preisträger                           | für den Film                       | Nominierungen |
| ---- | ------------------------------------- | ---------------------------------- | --- |
| 1991 | Nick Park                             | Creature Comforts                  | Bruno Bozzetto für Cavallette Nick Park für Wallace & Gromit – Alles Käse |
| 1992 | Daniel Greaves                        | Manipulation                       | Christopher Hinton für Blackfly Wendy Tilby für Strings |
| 1993 | Joan C. Gratz                         | Mona Lisa Descending a Staircase   | Peter Lord für Adam Michaela Pavlátová für Řeči, řeči, řeči … Paul Berry für The Sandman Barry Purves für Screen Play                                                                               |
| 1994 | Nick Park                             | Wallace & Gromit – Die Techno-Hose | Stephen Palmer für Blindscape Frédéric Back und Hubert Tison für Le fleuve aux grandes eaux Bob Godfrey und Kevin Baldwin für Small Talk Mark Baker für The Village                                 |
| 1995 | Alison Snowden und David Fine         | Bob’s Birthday                     | Tim Watts und David Stoten für The Big Story Vanessa Schwartz für The Janitor Michael Dudok de Wit für Der Mönch und der Fisch Erica Russell für Triangle                                           |
| 1996 | Nick Park                             | Wallace & Gromit – Unter Schafen   | John Dilworth für The Chicken from Outer Space Chris Landreth und Robin Bargar für The End Alexei Charitidi für Gagarin Chris Bailey für Micky Monster Maus                                         |
| 1997 | Tyron Montgomery und Thomas Stellmach | Quest                              | Timothy Hittle und Chris Peterson für Canhead Richard Condie für La Salla Peter Lord für Wat’s Pig                                                                                                  |
| 1998 | Jan Pinkava                           | Geri’s Game                        | Joanna Quinn für Famous Fred Steve Moore und Dan O’Shannon für Redux Riding Hood Alexander Petrow für Die Nixe Sylvain Chomet für La vieille dame et les pigeons                                    |
| 1999 | Chris Wedge                           | Bunny                              | Christopher Grace und Jonathan Myerson für The Canterbury Tales Mark Baker für Jolly Roger Mark Osborne und Steve Kalafer für More Karsten Kiilerich und Stefan Fjeldmark für Når livet går sin vej |
| 2000 | Alexander Petrow                      | The Old Man and the Sea            | Paul Driessen für 3 Misses Peter Peake für Humdrum Torill Kove für My Grandmother Ironed the King’s Shirts Amanda Forbis und Wendy Tilby für When the Day Breaks                                    |

## 2001–2010
| Jahr | Preisträger                       | für den Film                                   | Nominierungen |
| ---- | --------------------------------- | ---------------------------------------------- | --- |
| 2001 | Michael Dudok de Wit              | Vater und Tochter                              | Don Hertzfeldt für Rejected Steffen Schäffler und Annette Schäffler für Der Perückenmacher |
| 2002 | Ralph Eggleston                   | Der Vogelschreck                               | Ruairí Robinson und Seamus Byrne für Fifty Percent Grey Cathal Gaffney und Darragh O’Connell für Give Up Yer Aul Sins Cordell Barker für Geschenk des Himmels Joseph E. Merideth für Stubble Trouble                          |
| 2003 | Eric Armstrong                    | Die Chubbchubbs!                               | Kōji Yamamura für Der Mann mit der Kirsche auf dem Kopf Tomasz Bagiński für Katedra Pete Docter und Roger Gould für Mikes neues Auto Chris Stenner und Heidi Wittlinger für Das Rad                                           |
| 2004 | Adam Elliot                       | Harvie Krumpet                                 | Bud Luckey für Boundin’ – Ein Schaf ist von der Wolle Dominique Monféry und Roy E. Disney für Destino Carlos Saldanha und John C. Donkin für Scrats neue Abenteuer Christopher Hinton für Nur ein Häppchen                    |
| 2005 | Chris Landreth                    | Ryan                                           | Sejong Park und Andrew Gregory für Birthday Boy Jeff Fowler und Tim Miller für Gopher Broke Bill Plympton für Guard Dog Mike Gabriel und Baker Bloodworth für Lorenzo                                                         |
| 2006 | John Canemaker und Peggy Stern    | The Moon and the Son: An Imagined Conversation | Sharon Colman für Badgered Anthony Lucas für The Mysterious Geographic Explorations of Jasper Morello Shane Acker für 9 Mark Andrews und Andrew Jimenez für Die Ein-Mann-Band                                                 |
| 2007 | Torill Kove                       | The Danish Poet – Eine Liebesgeschichte        | Gary Rydstrom für Lifted Roger Allers und Don Hahn für The Little Matchgirl Géza M. Tóth für Maestro Chris Renaud und Mike Thurmeier für Keine Zeit für Nüsse                                                                 |
| 2008 | Suzie Templeton und Hugh Welchman | Peter & the Wolf                               | Josh Raskin für I Met the Walrus Chris Lavis und Maciek Szczerbowski für Madame Tutli-Putli Samuel Tourneux und Simon Vanesse für Même les pigeons vont au paradis Alexander Petrow für Meine Liebe                           |
| 2009 | Kunio Katō                        | Das Haus aus kleinen Schachteln                | Konstantin Bronsit für Lavatory Lovestory Emud Mokhberi und Thierry Marchand für Oktapodi Doug Sweetland für Presto Smith & Foulkes für This Way Up                                                                           |
| 2010 | H5 / Nicolas Schmerkin            | Logorama                                       | Nicky Phelan und Darragh O’Connell für Granny O’Grimm’s Sleeping Beauty Fabrice Joubert für French Roast Javier Recio Gracia für La dama y la muerte Aardman Animations / Nick Park für Wallace & Gromit – Auf Leben und Brot |

## 2011–2020
| Jahr | Preisträger                            | für den Film                                      | Nominierungen |
| ---- | -------------------------------------- | ------------------------------------------------- | --- |
| 2011 | Shaun Tan Andrew Ruhemann              | The Lost Thing                                    | Teddy Newton für Day & Night Jakob Schuh und Max Lang für Der Grüffelo Geefwee Boedoe für Let’s Pollute Bastien Dubois für Madagaskar – Ein Reisetagebuch                                               |
| 2012 | William Joyce und Brandon Oldenburg    | The Fantastic Flying Books of Mr. Morris Lessmore | Patrick Doyon für Dimanche Enrico Casarosa für La Luna Grant Orchard und Sue Goffe für A Morning Stroll Amanda Forbis und Wendy Tilby für Wild Life                                                     |
| 2013 | John Kahrs                             | Im Flug erobert                                   | Minkyu Lee für Adam and Dog PES für Fresh Guacamole Timothy Reckart und Fodhla Cronin O’Reilly für Head over Heels David Silverman für Der längste Kita-Tag                                             |
| 2014 | Laurent Witz Alexandre Espigares       | Mr Hublot                                         | Daniel Sousa und Dan Golden für Feral Lauren MacMullan und Dorothy McKim für Get a Horse! Shuhei Morita für Possessions Max Lang und Jan Lachauer für Für Hund und Katz ist auch noch Platz             |
| 2015 | Patrick Osborne Kristina Reed          | Liebe geht durch den Magen                        | Daisy Jacobs und Christopher Hees für The Bigger Picture Robert Kondo und Dice Tsutsumi für The Dam Keeper Torill Kove für Me and My Moulton Joris Oprins für A Single Life                             |
| 2016 | Gabriel Osorio Pato Escala             | Bear Story                                        | Konstantin Bronsit für We Can’t Live Without Cosmos Don Hertzfeldt für World of Tomorrow Sanjay Patel und Nicole Grindle für Sanjay’s Super Team Richard Williams und Imogen Sutton für Prologue        |
| 2017 | Alan Barillaro Marc Sondheimer         | Piper                                             | Theodore Ushev für Blind Vaysha Andrew Coats und Lou Hamou-Lhadj für Borrowed Time Robert Valley und Cara Speller für Pear Cider and Cigarettes Patrick Osborne für Pearl                               |
| 2018 | Glen Keane Kobe Bryant                 | Dear Basketball                                   | Victor Caire und Gabriel Grapperon für Garden Party Dave Mullins und Dana Murray für Lou Max Porter und Ru Kuwahata für Negative Space Jakob Schuh und Jan Lachauer für Es war einmal … nach Roald Dahl |
| 2019 | Domee Shi Becky Neiman-Cobb            | Bao                                               | Alison Snowden und David Fine für Animal Behaviour Louise Bagnall und Nuria González Blanco für Late Afternoon Andrew Chesworth und Bobby Pontillas für One Small Step Trevor Jimenez für Weekends      |
| 2020 | Matthew A. Cherry Karen Rupert Toliver | Hair Love                                         | Daria Kashcheeva für Tochter Rosana Sullivan und Kathryn Hendrickson für Kitbull Bruno Collet und Jean-François Le Corre für Mémorable Siqi Song für Sister                                             |

## 2021–2030
| Jahr | Preisträger                    | für den Film                                      | Nominierungen |
| ---- | ------------------------------ | ------------------------------------------------- | --- |
| 2021 | Will McCormack Michael Govier  | If Anything Happens I Love You                    | Madeline Sharafian und Michael Capbarat für Burrow Adrien Mérigeau und Amaury Ovise für Genius Loci Gísli Darri Halldórsson und Arnar Gunnarsson für Já-Fólkið Erick Oh für Opera                                                         |
| 2022 | Alberto Mielgo Leo Sanchez     | The Windshield Wiper                              | Les Mills und Joanna Quinn für Affairs of the Art Hugo Covarrubias und Tevo Díaz für Bestia Anton Djakow für Boxballet Dan Ojari und Michael Please für Rote Robin                                                                        |
| 2023 | Charlie Mackesy Matthew Freud  | Der Junge, der Maulwurf, der Fuchs und das Pferd  | Amanda Forbis, Wendy Tilby für The Flying Sailor João Gonzalez, Bruno Caetano für Ice Merchants Sara Gunnarsdóttir, Pamela Ribon für My Year of Dicks Lachlan Pendragon für An Ostrich Told Me the World Is Fake and I Think I Believe It |
| 2024 | Brad Booker Dave Mullins       | War Is Over! Inspired by the Music of John & Yoko | Amit R. Gicelter und Tal Kantor für Brief an ein Schwein Stéphanie Clément und Marc Rius für Dickhäuter Jared Hess und Jerusha Hess für Ninety-Five Senses Yegane Moghaddam für Our Uniform                                               |
| 2025 | Hossein Molayemi Shirin Sohani | In the Shadow of the Cypress                      | Brecht Van Elslande und Nicolas Keppens für Beautiful Men Daisuke Nishio und Takashi Washio für Magic Candies Stienette Bosklopper und Nina Gantz für Wander to Wonder Loïc Espuche und Juliette Marquet für Beurk!                       |